# Martti Jaatinen

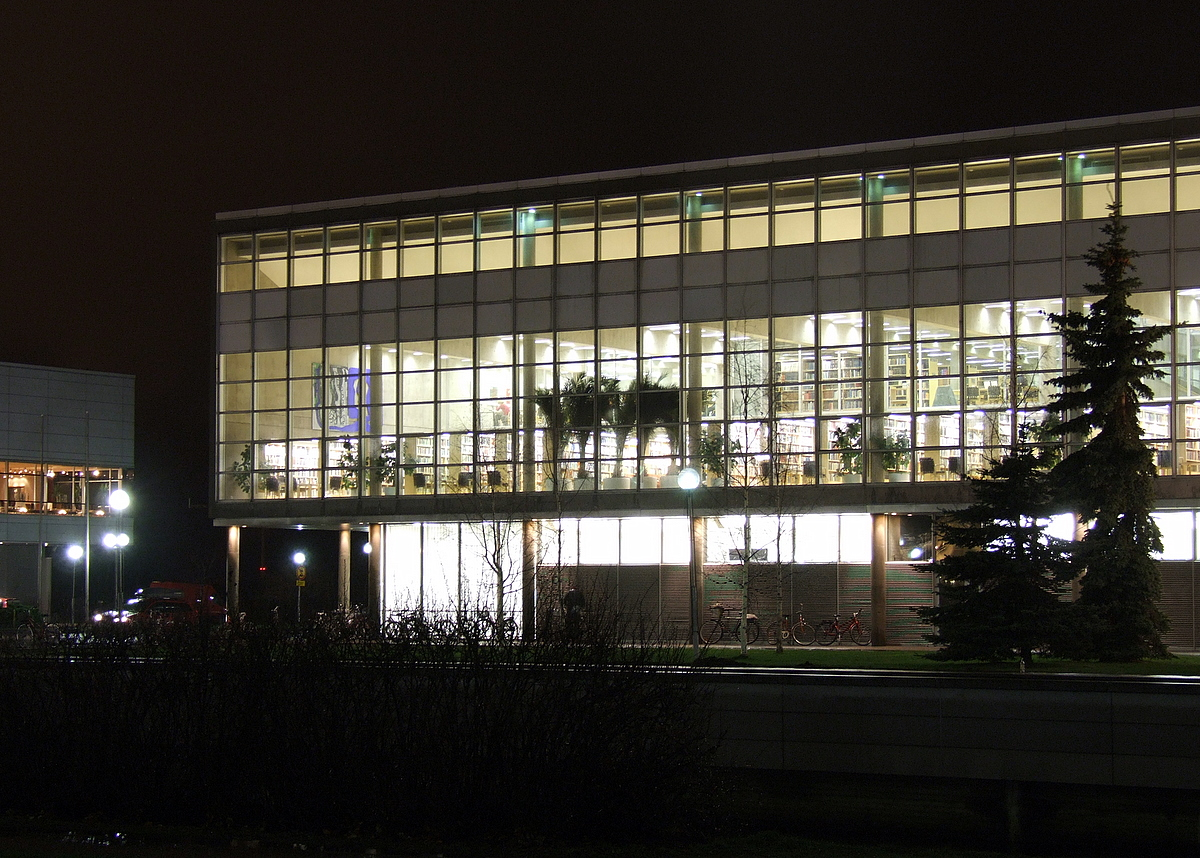
Uleåborgs stadsbibliotek.

Martti Olavi Jaatinen, född 25 juli 1928 i Sordavala, död 19 februari 2008 i Esbo, var en finländsk arkitekt.
Jaatinen blev student 1947 och utexaminerades från Tekniska högskolan i Helsingfors 1954. Han var stadsarkitekt i Riihimäki 1955–1958 och innehade ett arkitektkontor tillsammans med hustrun, arkitekt Marjatta Jaatinen, född Pitkäpaasi, från 1956. Han var speciallärare vid Tekniska högskolan i Helsingfors 1960–1964 och professor i arkitektur där 1967–1991.

## Verk i urval
- Gamlas kyrka, Helsingfors (1968)
- Kuppis idrottshall, Åbo (1972)
- Uleåborgs stadsteater (1972)
- Uleåborgs stadsbibliotek (1981)